# Чивіта-Кастеллана
Чивіта-Кастеллана (італ. Civita Castellana) — муніципалітет в Італії, у регіоні Лаціо,  провінція Вітербо.
Чивіта-Кастеллана розташована на відстані близько 50 км на північ від Рима, 29 км на південний схід від Вітербо.
Населення — 16 526 осіб (2014).

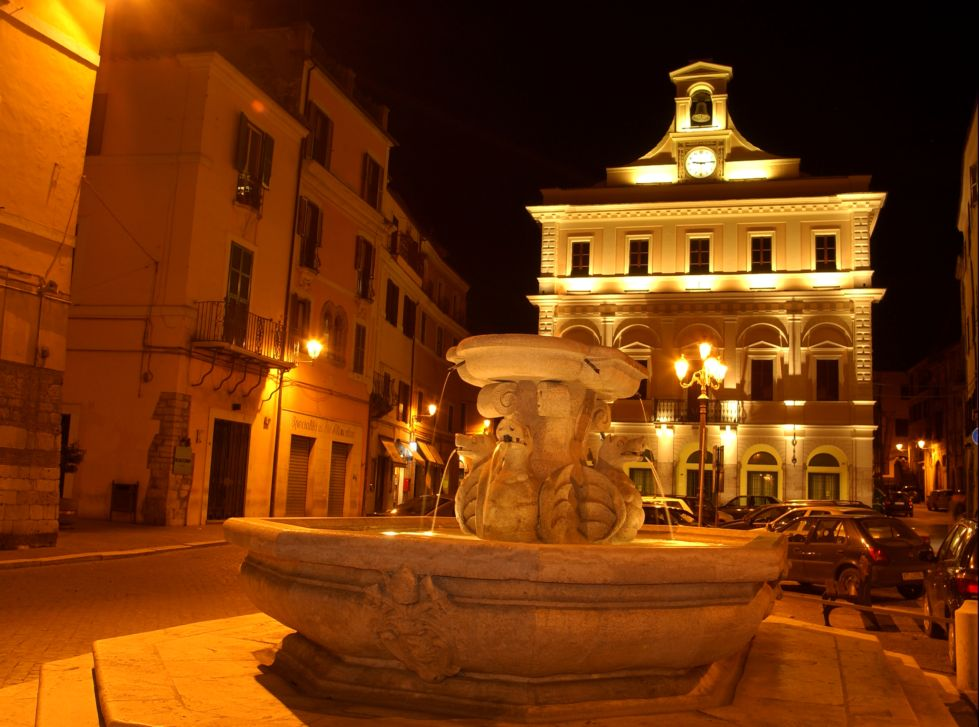

Щорічний фестиваль відбувається 16 вересня. Покровитель — Ss Giovanni e Marciano.

## Демографія
Населення за роками:

Станом на 1 січня 2023 року в муніципалітеті офіційно проживали 1882 іноземці з 64 країн, серед них 1265 громадян країн Євросоюзу та 24 громадяни України.

## Сусідні муніципалітети
- Кастель-Сант'Елія
- Коллевеккьо
- Корк'яно
- Фабрика-ді-Рома
- Фалерія
- Галлезе
- Мальяно-Сабіна
- Понцано-Романо
- Сант'Оресте